# Aris Limassol FC
O Aris Limassol FC (em grego: Άρης Λεμεσού ), mais conhecido por Aris Limassol, é um clube de futebol do Chipre, com sede em Limassol. É um dos grandes membros 
fundadores da Associação de Futebol do Chipre. Manda seus jogos no Alphamega Stadium, com capacidade para 10.700 torcedores.
A Sua maior conquista aconteceu na temporada 2022-23, quando conquistou o inédito título do Campeonato Cipriota.

## Títulos
| NACIONAIS | NACIONAIS                | NACIONAIS | NACIONAIS                                    |
|           | Competição               | Títulos   | Temporadas                                   |
| --------- | ------------------------ | --------- | -------------------------------------------- |
|           | Campeonato Cipriota      | 1         | 2022–23                                      |
|           | Supercopa do Chipre      | 1         | 2023                                         |
|           | Segunda Divisão Cipriota | 5         | 1953–54, 1955–56, 1993–94, 2010–11 e 2012–13 |